# Risdiplam
Risdiplam, est un médicament vendu sous le nom de marque Evrysdi.

## Usage médical
Est un médicament utilisé pour traiter l'amyotrophie spinale. Cela comprend les maladies de type 1, de type 2 et de type 3. Il est utilisé chez les enfants âgés d'au moins deux mois. Le médicament est pris par voie orale.

## Effets secondaires
Les effets secondaires de ce médicament  comprenaient de la fièvre, de la diarrhée, des éruptions cutanées, une pneumonie et des vomissements. L'utilisation de ce médicament pendant la grossesse peut nuire au bébé. Il s'agit d'une survie du modificateur d'épissage de l'ARN dirigé par le motoneurone 2.

## Histoire
Le médicament a été approuvé pour un usage médical aux États-Unis en 2020 et en Europe en 2021,. Aux États-Unis, 60 mg coûtent environ 11 700 dollars américains en 2021. Au Royaume-Uni, ce montant coûte au NHS environ 7 900 livres sterling.